# Нироды
Ни́род (или Нирот, швед. Grafen von Nieroth) — дворянский, баронский и графский род шведского происхождения, восходящий к XVI веку.
Магнус-Вильгельм фон Нирод, шведский майор, возведен 5 февраля 1687 года, королем Карлом XI, в баронское Шведского королевства достоинство. В 1710 году, будучи полковником, он подписал капитуляцию о сдаче Ревеля русским войскам и поступил на русскую службу. От него происходят бароны Нироды.
Карл фон Нирод, шведский генерал-лейтенант, возведён в графское достоинство Карлом XII в 1706 году, сперва в баронское, а несколько месяцев спустя — в графское достоинство. От него происходят графы Нироды.
В Швеции имеется дворянский род Нирот, происходящий от Иоанна Нирота, умершего в 1628 году и оставившего двух сыновей: Иоанна и Шемкерта, которых королева Кристина 20 сентября 1648 года и 30 октября 1652 года возвела в дворянское достоинство. Потомство их приняло православную веру.
Высочайше утверждённым мнением Государственного совета дозволено генерал-майору Густаву и родным его братьям полковникам: Александру, Николаю и Морицу Ниродам именоваться в России графами Шведского королевства.
Род баронов Нирод, идущих от шведского майора Магнуса-Вильгельма, и род графов Ниродов внесены в V часть родословной книги Эстляндской губернии.

## Родовой герб

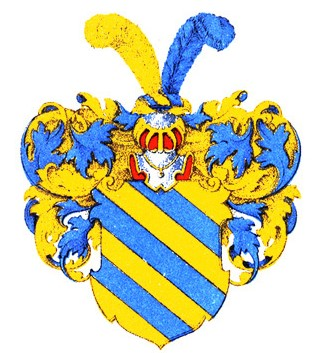
Герб дворян Ниродов

#### Герб дворян Ниродов
В золотом поле три диагональные голубые полосы, от правого верхнего угла к нижнему левому. На щите дворянский шлем и на нём два страусовых пера, правое золотое, левое голубое. Намёт: голубой, подложенный золотом.

#### Герб баронов Ниродов
Щит разделен на четыре части. В первой и четвёртой частях, в золотом поле две голубые горизонтальные полосы, а внизу их голубая лилия. Вторая часть разделена горизонтально на два неравных поля. Нижнее, меньшее поле, шахматное, красное с серебром. Верхнее большее красное поле и в нём золотое стропило. Третья часть, также разделена на два неравных поля. Верхнее, меньшее поле, шахматное, красное с серебром. Нижнее, большее поле, красное и в нём лев в дворянской короне, обращенный вправо, держит в правой лапе золотую алебарду. Посредине герба щиток с дворянским гербом фамилии Нирод. На всем гербе баронская корона и на ней два шлема с дворянскими коронами. На правом шлеме два страусовых пера, правое золотое, левое голубое. Из левого шлема выходит, вправо обращенный лев с разинутою, красною пастью и с красным высунутым языком. Намёт: справа красный, подложенный серебром, слева голубой, подложенный золотом. Щитодержатели: два золотых грифа.

#### Герб. Часть XI. № 46 (графский)
Щит четверочастный со щитком в средине; средний щит золотой, разделённый тремя лазоревыми перевязями. В главном щите в первой и четвёртой, золотых частях, два лазоревые пояса, сопровождаемые в оконечности такою же лилиею. Во второй части, червлёной, золотой с лазоревыми глазами и языком лев, держащий серебряный с выгнутым древком бердыш; оконечность части разделена тремя рядами шахматом, серебром и червленью. В третьей, червлёной части, золотой с лазоревыми глазами и языком лев, держащий серебряный с выгнутым древком, бердыш; глава части разделена тремя рядами шахматом, серебром и червленью.
Щит увенчан графскою короною и тремя графскими коронованными шлемами. Нашлемники: первый — два страусовых пера, золотое и лазоревое; второй — возникающий золотой лев, с лазоревыми глазами и языком; третий — скачущий на серебряном коне, в червлёной одежде и с подъятым серебряным выгнутым мечом, Польский воин. Намёты: средний — лазоревый с золотом, правый — червлёный, с золотом, левый — лазоревый, с золотом. Щитодержатели: два золотых грифа, с червлёными глазами и языком. 
Герб рода Нирод, имеющих титул Шведского королевства графов внесён в Часть 11 Общего гербовника дворянских родов Всероссийской империи, стр. 46.

## Известные представители рода

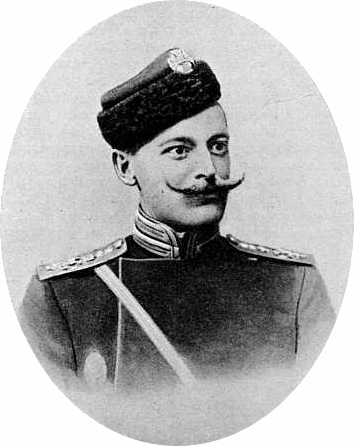
Граф А. А. Нирод

- Карл Густав фон Нирот (около 1650 — 25 января 1712) — шведский военачальник, генерал-губернатор Эстляндии (1709—1710) и Финляндии (1710—1712).
- Нирод, Густав-Рейнгольд — майор, его потомки:
  - Нирод, Евстафий Евстафьевич (Густав Иоганн) (1799—1881) — генерал от кавалерии, начальник 4-й кавалерийской дивизии.
    - Николай Евстафьевич (1836—1888) — генерал-майор Свиты.
    - Александр Евстафьевич (1839—1882), воспитанник Пажеского корпуса, полковник.
      - Александр Александрович (1874—1904), воспитанник Пажеского корпуса (1892), капитан Генерального штаба. Убит 26 июня 1904 года в арьергардном бою при Гайчжоу.

    - Максимилиан Евстафьевич (1848—1914) — тайный советник, егермейстер, член Государственного совета от Волынского земства (1913)
      - Фёдор Максимилианович (1871—1952) — генерал-майор, герой Первой мировой войны, белый эмигрант.

    - Маврикий (Михаил) Евстафьевич (1852—1930) — помощник министра Императорского двора, шталмейстер. В эмиграции во Франции.
      - Фёдор Михайлович (1878—1913) — флигель-адъютант Его Императорского Величества — 1905; командир эскадрона лейб-гвардии Конного полка — 1908; полковник — 1912. Кавалер ордена Св. Анны 3 степени (1908), ордена Станислава 2 степени (1912)
        - Нирод, Фёдор Фёдорович (1907—1996) — советский театральный художник шведского происхождения.

      - Алексей Михайлович (1882—1904), мичман, младший штурманский офицер крейсера «Варяг». Погиб 26 января 1904 года в бою у Чемульпо. Останки офицера были оставлены на погибающем крейсере и разделили судьбу корабля.
      - Георгий Михайлович (1884—1905), мичман, младший штурманский офицер крейсера «Светлана». Убит в Цусимском сражении.

  - Михаил Евстафьевич (1815—1871) — генерал-лейтенант.
  - Александр Евстафьевич (1805—1881) — генерал от кавалерии, участник Крымской войны.
  - Николай Евстафьевич (1806—1864) — генерал-майор